# لورا ويلسون
لورا ويلسون (بالإنجليزية: Laura Wilson)‏ هي مصورة أمريكية، ولدت في 13 أكتوبر 1939.